# محمد عفيف الحسيني
محمد عفيف الحسيني (عامودا 1957 – غوتنبورغ 23 أغسطس 2022) شاعر كردي سوري ينتمي إلى جيل الثمانينات الشعري في سوريا.

## حياته
وُلد في مدينة عامودا عام 1957؛ درَس في قسم اللغة العربية وآدابها في جامعة حلب وسافر إلى السويد عام 1989 حيث حصل على جنسيتها وأقام فيها حتى وفاته إثر نوبة قلبية في 23 أغسطس 2022.

## أعماله
- قليلاً من رثاء / بقية من مجزرة، شعر، بالاشتراك مع أحمد الحسيني (بالكردية) - السويد 1990[3]
- بحيرة من يديك، شعر، دار أزمنة للنشر والتوزيع، عمان 1993[4][5]
- الرجال، شعر، دار المنفى، السويد 1995[6][7]
- مجاز غوتنبورغ، شعر، إصدار وزارة الثقافة، دمشق 1999[8]
- نديم الوعول، شعر، دار المدى، دمشق 2006[9][10]
- كولسن، شعر، دار الزمان، دمشق 2018[11]
- جهة الأربعاء: شطحات روائية، نثر، دار الأزمنة، عمان 1997[12]
- بهارات هندوـأوربية، نثر، دار هُنّ، القاهرة 2020، كتاب نثري يجمع بين السيرة وأدب الرحلات[13][14]
- تحدّث معي قليلاً أيها الغريب، الأعمال الشعرية - دار هُنّ - القاهرة 2022[15][16]

## حجلنامة
أسس ورأس تحرير مجلة حجلنامة وكانت دورية فصلية، تعنى بشؤون الثقافة الكردية وأصدر منها حوالي ستة عشر عدداً ثم توقفت لأسباب مالية، كما عمل في تحرير وإدارة أوائل المواقع الثقافية الإلكترونية: تيريج- جهة الشعر.

## روابط خارجية
- حلقة خاصة عن محمد عفيف الحسيني في برنامج قناديل